# 金山町 (山形県)

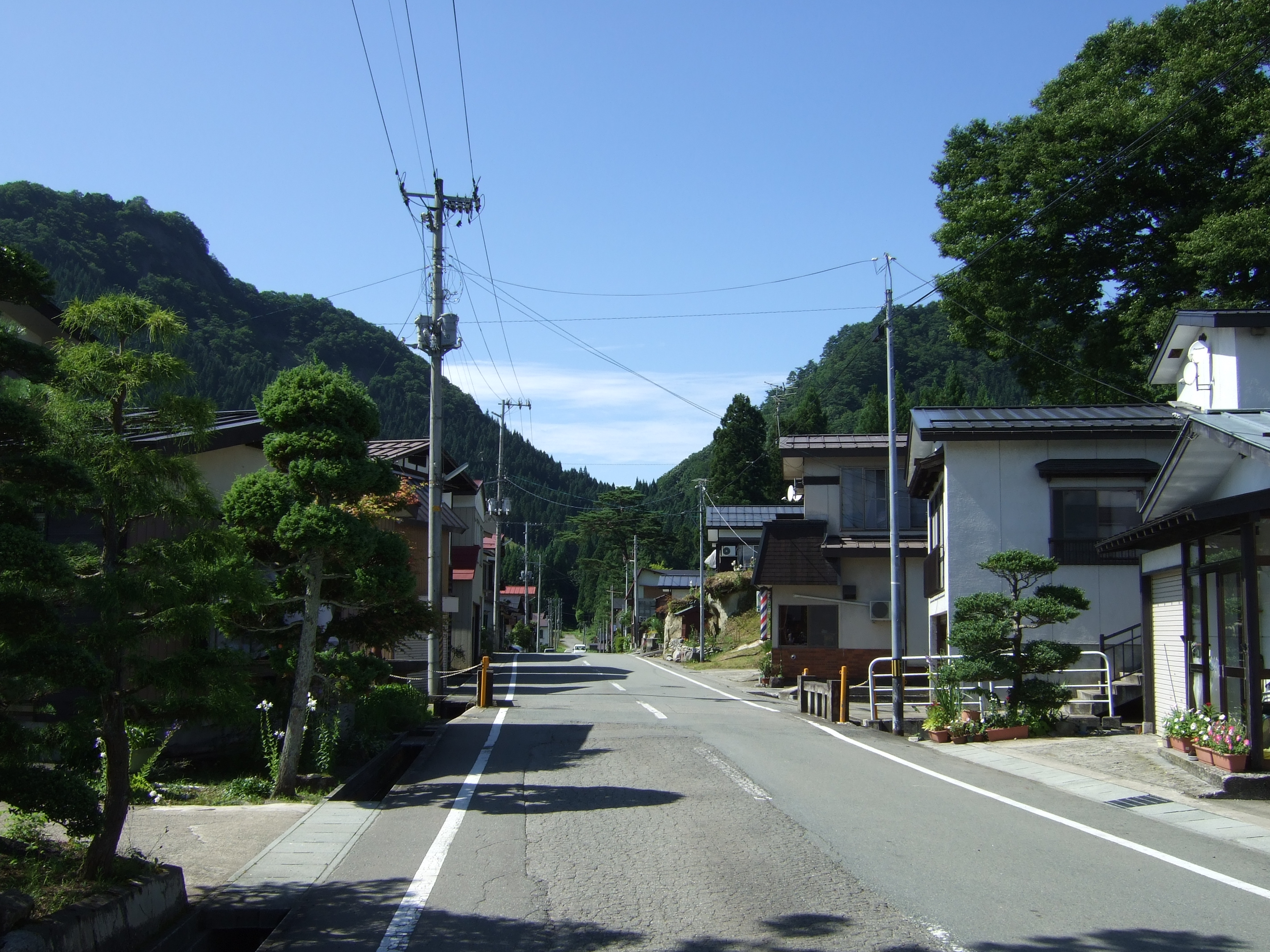
羽州街道の森合峠

金山町（かねやままち）は、山形県の北東部にある町で、最上郡に属する。
町域の4分の3を占める森林からの金山杉と、白壁と切妻屋根の「美しく古びる」を目指した金山型住宅、また石造りの大堰（おおぜき）と呼ぶ農業用水路には春から秋にかけて錦鯉を放流するなど、景観施策に意欲的な町として複数の町並みコンクールにおいて受賞実績がある。

## 地理
町域の北東部は神室連峰の1,000 m級の尾根があり、秋田県との県境となっている。町域内の平野部の標高は160 m程度で標高400 m程度の山が複数存在する。町域北東部には沢の付く地名が複数あり川が多い。
- 山: 八森、薬師山（標高437 m）、竜馬山（同521 m）、丸森（同609 m）、黒森（同1,058 m）、檜木森（同960 m）、戸屋沢山（同825 m）、神室山（同1,365 m）
- 河川: 中田春木川、外沢川、主寝坂沢川、塩根川、金山川、大滝
- 湖沼: 神室ダム、桝沢ダム

### 隣接する自治体
- 山形県
  - 新庄市
  - 最上郡真室川町
- 秋田県
  - 湯沢市

## 気候
寒暖の差が大きく気温の年較差、日較差が大きい顕著な大陸性気候である。降雪量が多く、周辺の自治体と同様に特別豪雪地帯に指定されている。山形大学も関わって名産のピーナッツをビーナッツの名でブランド化している。
| 金山（1991年 - 2020年）の気候      | 金山（1991年 - 2020年）の気候 | 金山（1991年 - 2020年）の気候 | 金山（1991年 - 2020年）の気候 | 金山（1991年 - 2020年）の気候 | 金山（1991年 - 2020年）の気候 | 金山（1991年 - 2020年）の気候 | 金山（1991年 - 2020年）の気候 | 金山（1991年 - 2020年）の気候 | 金山（1991年 - 2020年）の気候 | 金山（1991年 - 2020年）の気候 | 金山（1991年 - 2020年）の気候 | 金山（1991年 - 2020年）の気候 | 金山（1991年 - 2020年）の気候 |
| 月                                 | 1月                           | 2月                           | 3月                           | 4月                           | 5月                           | 6月                           | 7月                           | 8月                           | 9月                           | 10月                          | 11月                          | 12月                          | 年                            |
| ---------------------------------- | ----------------------------- | ----------------------------- | ----------------------------- | ----------------------------- | ----------------------------- | ----------------------------- | ----------------------------- | ----------------------------- | ----------------------------- | ----------------------------- | ----------------------------- | ----------------------------- | ----------------------------- |
| 最高気温記録 °C （°F）             | 11.6 (52.9)                   | 15.8 (60.4)                   | 19.6 (67.3)                   | 28.5 (83.3)                   | 33.0 (91.4)                   | 33.5 (92.3)                   | 36.6 (97.9)                   | 37.0 (98.6)                   | 34.5 (94.1)                   | 29.0 (84.2)                   | 22.8 (73)                     | 19.6 (67.3)                   | 37.0 (98.6)                   |
| 平均最高気温 °C （°F）             | 1.4 (34.5)                    | 2.4 (36.3)                    | 6.1 (43)                      | 13.5 (56.3)                   | 20.2 (68.4)                   | 24.1 (75.4)                   | 27.1 (80.8)                   | 28.7 (83.7)                   | 24.4 (75.9)                   | 17.8 (64)                     | 10.5 (50.9)                   | 3.8 (38.8)                    | 15.0 (59)                     |
| 日平均気温 °C （°F）               | −1.4 (29.5)                   | −1.0 (30.2)                   | 1.7 (35.1)                    | 7.6 (45.7)                    | 14.1 (57.4)                   | 18.6 (65.5)                   | 22.3 (72.1)                   | 23.3 (73.9)                   | 19.1 (66.4)                   | 12.4 (54.3)                   | 6.1 (43)                      | 0.8 (33.4)                    | 10.3 (50.5)                   |
| 平均最低気温 °C （°F）             | −4.2 (24.4)                   | −4.2 (24.4)                   | −2.0 (28.4)                   | 2.4 (36.3)                    | 8.7 (47.7)                    | 13.9 (57)                     | 18.5 (65.3)                   | 19.2 (66.6)                   | 14.9 (58.8)                   | 8.1 (46.6)                    | 2.4 (36.3)                    | −1.7 (28.9)                   | 6.3 (43.3)                    |
| 最低気温記録 °C （°F）             | −13.6 (7.5)                   | −13.2 (8.2)                   | −12.7 (9.1)                   | −7.0 (19.4)                   | 0.1 (32.2)                    | 4.6 (40.3)                    | 9.5 (49.1)                    | 10.0 (50)                     | 3.4 (38.1)                    | −1.7 (28.9)                   | −5.8 (21.6)                   | −12.7 (9.1)                   | −13.6 (7.5)                   |
| 降水量 mm （inch）                 | 211.4 (8.323)                 | 141.2 (5.559)                 | 128.3 (5.051)                 | 106.1 (4.177)                 | 130.5 (5.138)                 | 136.6 (5.378)                 | 258.4 (10.173)                | 223.4 (8.795)                 | 159.5 (6.28)                  | 161.8 (6.37)                  | 190.5 (7.5)                   | 230.7 (9.083)                 | 2,078.4 (81.827)              |
| 降雪量 cm （inch）                 | 281 (110.6)                   | 208 (81.9)                    | 134 (52.8)                    | 14 (5.5)                      | 0 (0)                         | 0 (0)                         | 0 (0)                         | 0 (0)                         | 0 (0)                         | 0 (0)                         | 12 (4.7)                      | 164 (64.6)                    | 813 (320.1)                   |
| 平均降水日数 （≥1.0 mm）           | 24.7                          | 20.7                          | 18.6                          | 14.0                          | 12.7                          | 11.4                          | 14.0                          | 13.0                          | 13.6                          | 14.8                          | 18.9                          | 23.1                          | 199.4                         |
| 平均月間日照時間                   | 34.7                          | 54.0                          | 99.5                          | 155.7                         | 187.3                         | 169.2                         | 141.6                         | 175.3                         | 135.2                         | 114.3                         | 75.2                          | 38.9                          | 1,375.5                       |
| 出典1：Japan Meteorological Agency |                               |                               |                               |                               |                               |                               |                               |                               |                               |                               |                               |                               |                               |
| 出典2：気象庁                      |                               |                               |                               |                               |                               |                               |                               |                               |                               |                               |                               |                               |                               |

## 歴史
金山町は、古来より出羽国を繋ぐ重要な場所であった。金山町が歴史上初めて登場するのは、天平9年（737年）に行われた大野東人の東征のときである。多賀城から秋田城へ向かっていた東人は、「雄勝より五十余里」の地にある比羅保許山（ひらほこやま）に駐屯し、そこに雄勝に住む蝦夷の長が恭順のため訪れている。東征の後、秋田城へ向かう官道が開削され、天平宝字3年（759年）に平弋（ひらほこ）駅が設置された。比羅保許山については諸説あり、正確なところはわかっていないが、山の形が平鉾状である神室山ないしは有屋峠と言う説が有力であり、平弋駅はその本町内の麓にあったとされる（異説として、真室川町及位、湯沢市薄久内説もある）。現在のグリーンバレー神室の奥にある鉤掛森は、山越えの安全を祈って、旅人が鉤を納めたのが語源といわれる。
また、神室山の山岳修験の拠点にもなり、竜馬山や金山町中心部の諸寺院などは、神室山の修験にまつわるものである。
戦国時代には、最上義光によって楯山城が築かれ、小野寺氏攻めの最前線となった。現在の金山町中心部の街割は、このころに作られたといわれる。
江戸時代には羽州街道に沿って金山宿と中田宿が置かれ、宿場町として栄えた。金山宿から先は、秋田県まで金山峠（森合峠） - 主寝坂峠 - 雄勝峠と厳しい峠が続くため、参勤交代をする秋田・津軽の諸大名が必ず泊まる宿場であり、本陣・脇本陣が置かれていた。戊辰戦争の緒戦では、奥羽越列藩同盟を離脱して新政府軍側に寝返った久保田藩（秋田藩）及び薩摩藩・長州藩と仙台藩を中心とする旧幕府軍の戦いが森合峠及び有屋峠で行われたが、突如、後方の新庄藩が新政府軍側に寝返ったため挟撃されて総崩れ、森合峠で仙台藩第六大隊長、梁川播磨頼親が戦死している。
村制施行以来町域の変更がなく、昭和の大合併・平成の大合併と幾度もあった合併の流れに加わらなかったことを町の誇りとするなど、独自色の強い町である。
1982年には、日本の地方公共団体では初となる情報公開条例の制定、施行がなされたほか、1986年には街並み景観条例もつくり、統一感のある景観づくりにも力を入れている。

### 沿革
- 1889年（明治22年）4月1日 - 町村制の施行により、金山町村、有屋村、下野明村、安沢村、上台村、山崎村、中田村、朴山村、飛森村、漆野村、谷口銀山村の区域をもって金山村が発足。
- 1925年（大正14年）1月1日 - 金山村が町制施行して金山町となる。

## 行政

### 歴代町長
- 岸伊一郎
- 岸英一
- 岸宏一
- 松田貢（2008年（平成20年）3月に辞職、2009年（平成21年）5月に逝去）
- 鈴木洋
- 佐藤英司 現在1期目

### 村長
- 近岡理三郎

## 議会
- 町議会

## 経済

### 産業
- 主な産業
  - 農・畜産業
  - 林業
- 産業人口（2000年国勢調査）

| 第1次産業（農林業）         | 15% |
| 第2次産業（製造業・建設業） | 49% |
| 第3次産業（サービス業）     | 36% |

### 郵便局
- 金山郵便局（集配局）
- 中田簡易郵便局

### 金融機関
- 新庄信用金庫

## 地域

### 人口
| |                                        |  |
| 金山町と全国の年齢別人口分布（2005年） | 金山町の年齢・男女別人口分布（2005年） |  |
| ■紫色 ― 金山町 ■緑色 ― 日本全国 | ■青色 ― 男性 ■赤色 ― 女性              |  |
| 金山町（に相当する地域）の人口の推移 \| 1970年（昭和45年） \| 8,430人 \| \| \| 1975年（昭和50年） \| 7,959人 \| \| \| 1980年（昭和55年） \| 8,037人 \| \| \| 1985年（昭和60年） \| 7,872人 \| \| \| 1990年（平成2年） \| 7,886人 \| \| \| 1995年（平成7年） \| 7,665人 \| \| \| 2000年（平成12年） \| 7,381人 \| \| \| 2005年（平成17年） \| 6,949人 \| \| \| 2010年（平成22年） \| 6,365人 \| \| \| 2015年（平成27年） \| 5,829人 \| \| \| 2020年（令和2年） \| 5,071人 \| \| |                                        |  |
| 総務省統計局 国勢調査より |                                        |  |
| 1970年（昭和45年） | 8,430人                                |  |
| 1975年（昭和50年） | 7,959人                                |  |
| 1980年（昭和55年） | 8,037人                                |  |
| 1985年（昭和60年） | 7,872人                                |  |
| 1990年（平成2年） | 7,886人                                |  |
| 1995年（平成7年） | 7,665人                                |  |
| 2000年（平成12年） | 7,381人                                |  |
| 2005年（平成17年） | 6,949人                                |  |
| 2010年（平成22年） | 6,365人                                |  |
| 2015年（平成27年） | 5,829人                                |  |
| 2020年（令和2年） | 5,071人                                |  |

### 健康
- 町立金山診療所

さくらクリニック

### 教育
小学校
- 金山町立金山小学校

中学校
- 金山町立金山中学校

高等学校
- 山形県立新庄南高等学校金山校

## 交通
- 最寄の新幹線駅は隣接する新庄市に位置する新庄駅。町の中心部には、新庄駅から山交バスで。
- バス路線は町域内の国道・県道を循環する5路線がある。

### 空港
- 山形空港: 奥羽本線の山形駅から新庄駅
- 庄内空港: 羽越本線鶴岡駅から陸羽西線で新庄駅

### 鉄道路線
町域内に鉄道路線は存在せず、隣接の新庄市に位置する新庄駅や真室川町に位置する真室川駅、釜淵駅、大滝駅（いずれも奥羽本線）を利用する。

### 路線バス
- 山交バス
- 金山町営バス

### 道路
高速道路
- E13 東北中央自動車道（国道13号主寝坂道路）
  - 金山北IC
  - 外沢IC

一般国道
- 国道13号
- 国道344号

都道府県道
- 主要地方道
  - 山形県道73号雄勝金山線
- 一般県道
  - 山形県道192号釜淵中田線
  - 山形県道320号仁田山平岡線
  - 山形県道323号稲沢下野明線
  - 山形県道324号平岡日当線

## 観光ほか
- 楯山城址
- 栗駒国定公園
- 加無山県立自然公園
- 金山杉の美林
- 神室ダム、桝沢ダム（新庄市など最上地方の水甕）
- 金山まつり

### シェーネスハイム金山
金山町有屋にリゾート地として整備され、すでに神室スキー場、温泉、テニスコート、キャンプ場、5キロの散策路、ゲートボール場、レストランなどが整備されていた「グリーンバレー神室」内に山形新幹線の新庄延伸を控え、町内初の本格的宿泊施設を整備しようと金山町が51%、JR東日本が49%出資して設立された「グリーンバレー神室振興公社」によって建設された鉄骨6階建の宿泊施設である。1998年7月10日にオープンした。同施設はJR東日本が展開する「ファミリーオ」タイプのリゾートホテルで、大きな三角屋根に町特産の金山杉を使った造りのドイツ風の外観の建物である。ファミリー向けの客室には、キッチンセットも備えられているため長期滞在も可能である。シェーネスハイム金山の開業によって、グリーンバレー神室は長期滞在型のリゾートとして変貌を遂げ、また滞在者向けの体験学習プログラムも充実しているため、リピーターも多いとされる。
シェーネスハイム金山は、1999年に建築物や街並み、電車など公衆の目に見えるもので好印象を与える景観を紹介し、奨励する「第14回公共の色彩賞 環境色彩十選」に選ばれている。
「シェーネスハイム金山」とはドイツ語で美しき我が家の意。

## 出身有名人
- 岸宏一（自由民主党所属参議院議員）
- 佐藤賢（プロ野球選手・東京ヤクルトスワローズ）